# Eco (álbum)
Eco é um álbum do cantor e compositor uruguaio Jorge Drexler, lançado em 2004. Posteriormente, o disco foi relançado sob o título de Eco², incluindo três faixas-bônus (dentre elas "Al otro lado del río", vencedora do Óscar de melhor canção original pelo filme Diários de Motocicleta), além de um DVD com making-of, clipes e uma apresentação ao vivo em Montevidéu.
| Críticas profissionais                                                      | Críticas profissionais |
| Avaliações da crítica                                                       | Avaliações da crítica  |
| Fonte                                                                       | Avaliação              |
| --------------------------------------------------------------------------- | ---------------------- |
| Allmusic                                                                    | [ 1 ]                  |
| Esta tabela precisa de ser acompanhada por texto em prosa. Consulte o guia. |                        |

## Faixas
Todas as músicas por Jorge Drexler, exceto quando assinaladas
1. "Eco" – 3:22
2. "Deseo" – 3:44
3. "Todo se transforma" – 3:35
4. "Guitarra y vos" – 3:55
5. "Transporte" – 4:14
6. "Milonga del moro judío" (Jorge Drexler/Chicho Sánchez Ferlosio) – 3:54
7. "Polvo de estrellas" – 3:57
8. "Se va, se va, se fue" (Drexler/Ben Sidran) – 3:05
9. "Don de fluir" – 3:55
10. "Fusión" – 3:40
11. "Salvapantallas" – 4:27

Faixas-bônus presentes em Eco²:
1. "Al otro lado del río" – 3:13
2. "Oda al tomate" (Pablo Neruda/Drexler) – 2:52
3. "El monte y el río" (Neruda/Drexler) – 4:17